# Alticor

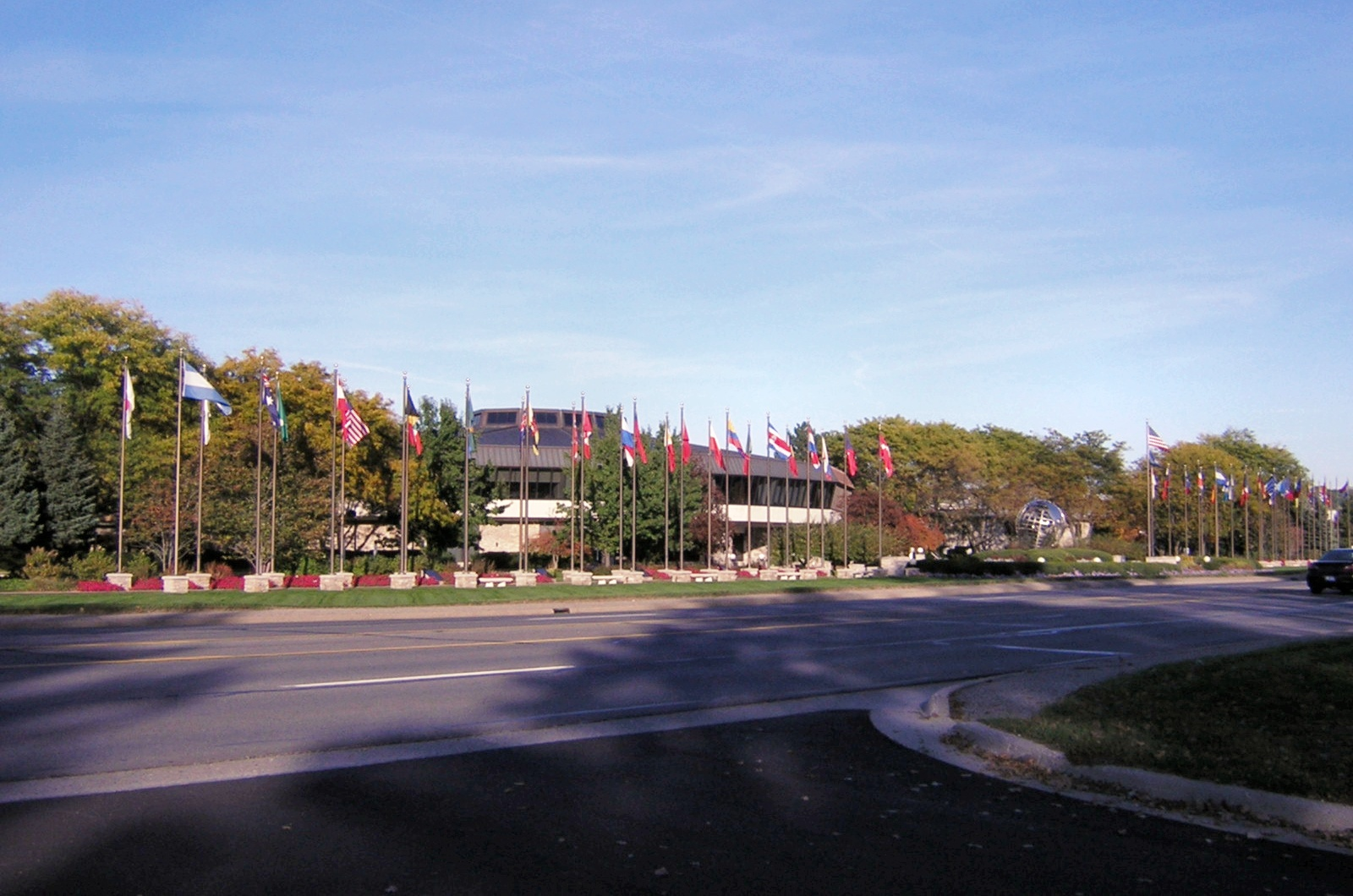
Trụ sở Alticor tại Ada, Michigan

Alticor là một tập đoàn tư nhân của Mỹ được gia đình DeVos và gia đình Van Andel  điều hành. Tập đoàn được thành lập vào năm 1999 để phục vụ như một công ty mẹ cho một số ít các hoạt động kinh doanh, đáng chú ý nhất là công ty Amway và Amway Global, và một công ty sản xuất và phân phối, Access Business Group. Năm 2006, Alticor đã mua hãng sản xuất mỹ phẩm Gurwitch Products từ Neiman Marcus Group Inc., và vận hành nó như một công ty con thuộc sở hữu hoàn toàn cho đến khi Gurwitch được Shiseido mua lại vào năm 2016.

## Alticor Corporate Enterprises
Được thành lập vào năm 1956, Alticor Corporate Enterprises là một công ty con của các công ty bán hàng không trực tiếp của Alticor: Amway Hotel Corporation, Gurwitch Products, Interleukin Genetic, Metagenics và Fulton Đổi mới. Pyxis Innovations Inc., được thành lập năm 2000, mua quyền sở hữu trong Interleukin Genetics và là một công ty con thuộc sở hữu của Alticor Inc.

### AHC+Hospitality
AHC + Hospitality, trước đây là Amway Hotel Corporation, là công ty con của khách sạn Alticor. AHC sở hữu một số khách sạn tại Grand Rapids, Amway Grand Plaza Hotel, JW Marriott Hotel, Courtyard by Marriott tại Plaza Towers và Peter Island Resort & Spa ở Quần đảo Virgin thuộc Anh.
Tập đoàn Amway đã mua, tân trang, mở rộng và đổi tên khách sạn Pantlind thành Khách sạn Amway Grand năm 1981.
Vào tháng 2 năm 2017, CWD Real Development Development đã chỉ ra kế hoạch chuyển đổi một tòa nhà trung tâm thành phố Grand Rapids thành một khách sạn AC của Marriott với 130 phòng được điều hành bởi AHC. Đến tháng 5 năm 2017, Tập đoàn khách sạn Amway đổi tên thành AHC+Hospitality.